# Percy Goetschius
Percy Goetschius (* 30. August 1853 in Paterson, New Jersey; † 29. Oktober 1943 in Manchester, New Hampshire) war einer der bedeutendsten Musiktheoretiker und Kompositionslehrer seiner Zeit in den USA.

## Leben
Goetschius war Klavierschüler von Robert E. H. Gehring. Er wirkte zwischen 1868 und 1873 als Organist an der Second Presbyterian und der First Presbyterian Church seiner Heimatstadt sowie als Pianist der Mr. Benson’s Paterson Choral Society. 1873 ging er zum Studium der Musiktheorie an das Konservatorium in Stuttgart. Dort wurde er 1885 von dem württembergischen König Karl Friedrich Alexander zum königlich württembergischen Professor ernannt.
Seit 1892 unterrichtete er am New England Conservatory in Boston und wurde 1905 Lehrer am New York Institute of Music and Art unter Frank Damrosch. Zu seinen Schülern zählten u. a. Pauline Alderman, Samuel Barlow, Samuel Gardner, Howard Hanson, Swan Hennessy, Eva Jessye, Arthur Loesser, Daniel Gregory Mason, Pierre Maurice, Leo Ornstein, Wallingford Riegger, Richard Rodgers, Zygmund Przemyslaw Rondomanski und Arthur Shepherd. Er verfasste neun musiktheoretische Schriften, die bis heute als Standardwerke anerkannt sind.

## Schriften
- The Material Used in Musical Composition (New York: G. Schirmer, 1882)
- The Theory and Practice of Tone-Relations (Boston: New England Conservatory, 1892)
- Lessons in Musical Form (Boston: Oliver Ditson, 1904)
- The Homophonic Forms of Musical Composition (New York: G. Schirmer, 1921)
- Counterpoint (New York: G. Schirmer, 1930)

| Personendaten    | Personendaten                                             |
| ---------------- | --------------------------------------------------------- |
| NAME             | Goetschius, Percy                                         |
| KURZBESCHREIBUNG | US-amerikanischer Musiktheoretiker und Kompositionslehrer |
| GEBURTSDATUM     | 30. August 1853                                           |
| GEBURTSORT       | Paterson, New Jersey                                      |
| STERBEDATUM      | 29. Oktober 1943                                          |
| STERBEORT        | Manchester, New Hampshire                                 |